# Frank Mangs
Frank Fridolf Mangs, född 19 augusti 1897 i Närpes i Finland, död 31 juli 1994 i Karlstad, var en evangelist, predikant och författare.
Han var tidigt verksam i Ekenäs (Finland), Uppsala och Göteborg (Sverige). Från 1932 och till efter andra världskrigets slut var han predikant i Betlehemskyrkan i Oslo (Norge). Mangs var en av Svenska missionsförbundets (numera Equmeniakyrkan) riksevangelister. Under sin gärning gjorde han sig känd som kringresande predikant och gjorde bland annat sju resor till USA.
Frank Mangs kom 1954 till det som nu är Mangsgården söder om Töcksfors i Värmland i Sverige där han och familjen tillbringade mycket tid. Mangsgården är numera en minnesgård över Frank Mangs livsgärning.
Utöver nedan förtecknade böcker, gjorde Mangs också grammofoninspelningar.